# Liste des évêques de Pienza
Cette liste recense les noms des évêques qui se sont succédé à la tête du diocèse de Pienza qui est érigé en 1462 et uni aeque principaliter au diocèse de Montalcino. En 1594, le pape Clément VIII décide de mettre fin à l'union entre les diocèses de Montalcino et de Pienza, à compter de la fin de l'épiscopat de Francesco Maria Piccolomini, qui a lieu en 1599 avec la mort de l'évêque. En 1772, le diocèse de Chiusi est uni aeque principaliter avec celui de Pienza par Clément XIV. En 1975, Alberto Giglioli est nommé évêque de Montepulciano et évêque de Chiusi et Pienza, unissant les trois sièges in persona episcopi. La pleine union est établie le 30 septembre 1986 par le décret Instantibus votis de la Congrégation pour les évêques. La nouvelle circonscription ecclésiastique prend le nom de diocèse de Montepulciano-Chiusi-Pienza.

## Évêques de Pienza et Montalcino
- Giovanni Cinughi (1462-1470)
- Tommaso Testa Piccolomini (1470-1482)
- Agostino Patrizi Piccolomini (1484-1495)
  - Francesco Piccolomini (1495-1498) élu pape sous le nom de Pie III
- Girolamo di Giacomo Piccolomini (1498-1510)
- Girolamo di Buonsignore Piccolomini (1510-1535)
- Alessandro Piccolomini (1528-1563)
- Francesco Maria Piccolomini (1554-1599)

## Évêques de Pienza
- Gioia Dragomani (1599-1630)
- Scipione Pannocchieschi (1631-1636) nommé archevêque de Pise
- Ippolito Borghesi, O.S.B.Oliv (1636-1637)
- Giovanni Spennazzi (1637-1658)
  - Siège vacant (1658-1664)
- Giocondo Turamini (1664-1665)
- Giovanni Checconi (1665-1668)
- Girolamo Borghesi, O.S.B (1668-1698)
- Antonio Forteguerri (1698-1714)
- Ascanio Silvestri (1714-1724)
- Cinugo Settimio Cinughi (1725-1740)
- Francesco Maria II Piccolomini (1741-1772)

## Évêques de Chiusi et Pienza
- Giustino Bagnesi, O.S.B.Oliv (1772-1775)
- Giuseppe Pannilini (1775-1823)
- Giacinto Pippi (1824-1839)
  - Siège vacant (1839-1843)
- Giovanni Battista Ciofi (1843-1870)
  - Siège vacant (1870-1872)
- Raffaele Bianchi (1872-1889)
- Giacomo Bellucci (1889-1917)
- Giuseppe Conti (1917-1941)
- Carlo Baldini, O.M.D (1941-1970) aussi administrateur apostolique du diocèse de Montepulciano
  - Siège vacant (1970-1975)
  - Mario Jsmaele Castellano est nommé administrateur apostolique et en même temps archevêque de Sienne
- Alberto Giglioli (1975-1986) nommé évêque de Montepulciano-Chiusi-Pienza

## Évêques de Montepulciano-Chiusi-Pienza
- Alberto Giglioli (1986-2000)
- Rodolfo Cetoloni, O.F.M (2000-2013) nommé évêque de Grosseto
- Stefano Manetti (2014-)

## Sources
- http://www.catholic-hierarchy.org